# Операция «Хромит» (фильм)
«Операция „Хромит“» (кор. 인천상륙작전, 仁川上陸作戰, Incheon sangryuk jakjeon, букв. «Инчхонская десантная операция»; англ. Operation "Chromite") — исторический фильм южнокорейского режиссёра Джона Х. Ли (Ли Джэхана). Мировая премьера фильма состоялась летом 2016 года.

## Сюжет
Фильм основан на реальных событиях и посвящён разведоперации «Труди Джексон», предварившей Инчхонскую десантную операцию (она же «Операция Chromite»), изменившую баланс сил вскоре после начала Корейской войны 1950—1953 годов и считающуюся одним из самых успешных морских десантов в военной истории вообще и США в частности.
Южнокорейская разведка засылает в Инчхон своего шпиона под видом капитана по имени Пак Нам Чхьол. Он должен добыть план минных заграждений в единственно проходе к порту. Тем временем американский генерал Макартур готовится к атаке. После долгих приключений и интриг, шпиону удается направить своих сообщников к сейфу, но в ходе перестрелки план сгорает. Шпиона разоблачают в ресторане, но он устраивает перестрелку и сбегает. Поскольку план сгорел, он организует похищение осведомленного Лейтенанта из госпиталя и увозит его на броневике от погони, сопровождаемый очередной перестрелкой. 
В финале американско-южнокорейские войска идут в атаку на Инчхон. Но в бою главный шпион гибнет.

## В ролях
| Актёр       | Роль                                |
| ----------- | ----------------------------------- |
| Лиам Нисон  | генерал армии Дуглас Макартур       |
| Джон Гриз   | начальник штаба ВВС Хойт Ванденберг |
| Шон Дулейк  | подполковник Эдвард Роуни           |
| Ли Джон Джэ | Чан Хаксу                           |
| Чин Сеён    | Хан Чхэсон                          |
| Ли Бомсу    | Рим Геджин                          |
| Ли Вон Чжон | Ким Ир Сен                          |

## Приём
Фильм вошёл в список лучших южнокорейских фильмов 2016 года под номером один. Его сборы составили $18,47 млн.. При этом он получил рейтинг одобрения в 33 % по оценке Rotten Tomatoes.